# André Sehmisch
André Sehmisch (Erlabrunn, 27 settembre 1964) è un ex biatleta tedesco.
Fino alla riunificazione della Germania (1990) gareggiò per la nazionale tedesca orientale.

## Biografia
Originario di Erlabrunn, comune in seguito accorpato a Breitenbrunn/Erzgebirge, in Coppa del Mondo ottenne il primo risultato di rilievo il 6 gennaio 1984 a Falun (21°), il primo podio il 3 marzo 1985 a Lahti (3°) e l'unica vittoria il 29 gennaio 1989 a Ruhpolding. Nel 1986 si aggiudicò la coppa di cristallo.
In carriera prese parte a un'edizione dei Giochi olimpici invernali, Calgary 1988 (7° nell'individuale, 5° nella sprint, 5° nella staffetta), e a sei dei Campionati mondiali, vincendo nove medaglie.

## Palmarès

### Mondiali
- 9 medaglie:
  - 2 ori (staffetta a Lahti/Lake Placid 1987; staffetta a Feistritz 1989)
  - 3 argenti (staffetta a Egg am Etzl/Ruhpolding 1985; individuale[2], staffetta a Falun/Oslo 1986)
  - 4 bronzi (sprint[2] a Falun/Oslo 1986; sprint[2] a Lahti/Lake Placid 1987; gara a squadre a Feistritz 1989; staffetta a Minsk/Oslo/Kontiolahti 1990)

### Coppa del Mondo
- Vincitore della Coppa del Mondo nel 1986
- 9 podi (8 individuali, 1 a squadre[1]), oltre a quelli ottenuti in sede iridata e validi anche ai fini della Coppa del Mondo:
  - 1 vittoria (a squadre)
  - 3 secondi posti  (individuali)
  - 5 terzi posti (individuali)

#### Coppa del Mondo - vittorie
| Data            | Località   | Nazione        | Spec.                                                  |
| --------------- | ---------- | -------------- | ------------------------------------------------------ |
| 29 gennaio 1989 | Ruhpolding | Germania Ovest | RL (con Frank Luck, Frank-Peter Roetsch e Birk Anders) |

Legenda:

RL = staffetta